# Dzierzążno (Stara Wiśniewka)
Dzierzążno – część wsi Stara Wiśniewka w Polsce, położona w województwie wielkopolskim, w powiecie złotowskim, w gminie Zakrzewo.
W latach 1975–1998 Dzierzążno należało administracyjnie do województwa pilskiego.